# 蘇拉河
蘇拉河（俄语：Сура́）是俄羅斯的河流，屬於伏爾加河的右支流，流經奔薩州、莫爾多瓦共和國、烏里揚諾夫斯克州、楚瓦什共和國和下諾夫哥羅德州。
蘇拉河全長841公里，河口的394公里可航行。蘇拉河岸城市包括奔薩、阿拉特里、舒梅尔利亚和瓦西里苏尔斯克，蘇拉河與伏爾加河在瓦西里苏尔斯克匯流。